# Cảnh sát tập sự
Cảnh sát tập sự (tên gốc tiếng Hàn 청년경찰, còn được biết rộng rãi tại thị trường quốc tế với tên tiếng Anh: Midnight Runners) là một phim điện ảnh hành động hài hước của Hàn Quốc năm 2017 do Kim Joo-hwan đạo diễn và biên kịch, Kim Jae-joong sản xuất. Phim có sự tham gia của Park Seo-joon và Kang Ha-neul.
Cảnh sát tập sự được công chiếu tại Hàn Quốc vào ngày 9 tháng 8 năm 2017. Tại Việt Nam, phim được khởi chiếu vào ngày 18 tháng 8 năm 2017 với nhãn C13.

## Nội dung
Ki-joon và Hee-yeol tuy có hoàn cảnh xuất thân, tính cách đều khác biệt, nhưng cả hai sớm trở thành bạn bè thân thiết khi cùng theo học tại trường Đại học Cảnh sát Quốc gia Hàn Quốc.
Trong một lần xin nghỉ phép ra ngoài chơi, bộ đôi tình cờ chứng kiến một vụ bắt cóc đầy bí ẩn. Bản năng của những chàng cảnh sát tương lai trỗi dậy, họ quyết định lần theo dấu vết để tìm bắt hung thủ. Khi đã tiếp cận được đường dây bắt cóc phụ nữ để mổ lấy trứng, nhiều thủ tục pháp lý rắc rối buộc họ phải dừng bước. Song, khát khao thực thi công lý của hai chàng trai trẻ không thể bị dập tắt. Họ quyết định tự mình tiễu trừ tổ chức tội phạm mà không cần sự trợ giúp của bất kỳ ai.

## Diễn viên
- Park Seo-joon vai Park Ki-joon[8]
- Kang Ha-neul vai Kang Hee-yeol[9]
- Park Ha-sun vai Lee Joo-hee[10]
- Sung Dong-il vai Giáo sư Yang Sung-il
- Go Joon vai Yang-choon
- Bae Yoo-ram vai Jae-ho
- Lee Ho-jung vai Lee Yoon-jung
- Lee Jun-hyuk vai Giáo sư Ha
- Seo Jung-yeon vai Bố Ki-joon
- Choi Hong-il vai Bố Hee-yeol
- Byeon Woo-seok vai diễn viên Woo Jung

## Sản xuất
Cảnh sát tập sự là phim điện ảnh đầu tiên mà Park Seo-joon tham gia đóng vai chính. Phim được bán cho tổng cộng sáu quốc gia tại Hong Kong International Film & TV Market. Bản quyền phim được nhiều công ty mua lại, trong đó có The Klockworx của Nhật Bản, Long Shong của Đài Loan, Deltamac HK của Hong Kong, Viva Comm của Philippines và Purple Plan của Singapore.
Phim được bấm máy từ ngày 21 tháng 11 năm 2016 tại Yongin, Gyeonggi, Hàn Quốc và đóng máy vào ngày 23 tháng 2 năm 2017.

## Phát hành
Ở Hàn Quốc, Cảnh sát tập sự được công chiếu vào ngày 9 tháng 8 năm 2017, tại tổng cộng 1058 rạp chiếu phim. Phim xếp thứ hai về doanh thu phòng vé trong ngày đầu ra mắt và thu về 1,97 triệu USD với tổng cộng 308.303 vé được bán ra. Sau năm ngày công chiếu, phim thu hút 1,9 triệu lượt khán giả và thu về tổng cộng 13,6 triệu USD. Sau tám ngày, số người mua vé xem phim lên tới 2,73 triệu, nâng tổng mức doanh thu lên 18,9 triệu USD so với phần kinh phí sản xuất chỉ 6,13 triệu USD. Tới ngày 20 tháng 8, với chưa tới hai tuần ra mắt, Cảnh sát tập sự đã đạt 3.906.566 lượng người xem. Một ngày sau, tức 13 ngày sau khi khởi chiếu, phim đã cán mốc 4 triệu lượt vé bán ra. Tới ngày 24 tháng 8, phim thu về 30 triệu USD với tổng cộng 4,3 triệu vé được tiêu thụ. Con số này tăng lên 4,83 triệu vào ngày 27 tháng 8, tức 19 ngày sau khi phim ra mắt, giúp nâng doanh thu của phim lên 34,04 triệu USD. Tới ngày 14 tháng 9 năm 2017, năm tuần sau khi ra rạp, Cảnh sát tập sự đạt mốc 5,61 triệu lượt xem với 39 triệu USD tiền doanh thu, trở thành phim điện ảnh có doanh thu cao thứ 4 năm 2017 của Hàn Quốc.
Ở thị trường quốc tế, Cảnh sát tập sự được công chiếu tại tổng cộng 12 quốc gia. Sau khi được phát hành ở thị trường nội địa, phim được công chiếu tại thị trường Việt Nam vào ngày 18 tháng 8 năm 2017, thị trường Indonesia vào ngày 23 tháng 8 năm 2017, theo sau là Bắc Mỹ vào ngày 25 tháng 8, Úc vào ngày 31 tháng 8 và các thị trường khác như New Zealand, Hong Kong, Vương quốc Liên hiệp Anh và Bắc Ireland, Singapore, Malaysia, Nhật Bản, Đài Loan, và Philippines.

## Tiếp nhận

### Đánh giá chuyên môn
Báo điện tử Trí thức trẻ bình luận, "Xã hội hay trường cảnh sát mới là nơi tàn khốc hơn? "Cảnh Sát Tập Sự" sẽ là bộ phim giúp bạn biết được câu trả lời." Việt Phương từ Zing thì chấm phim 8/10 điểm kèm lời nhận xét, "Bộ phim hài–hành động Cảnh sát tập sự của điện ảnh Hàn Quốc mang đến cho khán giả nhiều bài học ý nghĩa đằng sau những tình huống hài hước đến từ hai chàng cảnh sát tương lai."

### Giải thưởng và đề cử
| Năm  | Giải thưởng                                          | Hạng mục                        | Đề cử           | Kết quả   |
| ---- | ---------------------------------------------------- | ------------------------------- | --------------- | --------- |
| 2017 | Giải Điện ảnh Buil lần thứ 26                        | Nam diễn viên mới xuất sắc nhất | Park Seo-joon   | Đề cử     |
| 2017 | Giải của Hiệp hội Phê bình Phiim Hàn Quốc lần thứ 37 | Nam diễn viên mới xuất sắc nhất | Park Seo-joon   | Đoạt giải |
| 2017 | Giải của Hiệp hội Phê bình Phiim Hàn Quốc lần thứ 37 | Top 10 phim                     | Cảnh sát tập sự | Đoạt giải |
| 2017 | Giải Chuông vàng lần thứ 56                          | Nam diễn viên mới xuất sắc nhất | Park Seo-joon   | Đoạt giải |
| 2017 | Giải Chuông vàng lần thứ 56                          | Đạo diễn mới xuất sắc nhất      | Kim Joo-hwan    | Đề cử     |
| 2017 | Giải Seoul lần thứ 1                                 | Nam diễn viên mới xuất sắc nhất | Park Seo-joon   | Đề cử     |